# 옥소메마진
옥소메마진(Oxomemazine)은 기침 치료를 위한 페노티아진 화학 분류의 항히스타민제이자 항콜린제이다.

## 같이 보기
- 옥소메마진/구아이페네신 (Oxomemazine/guaifenesin)